# ホセ・マリア・ヒル＝ロブレス・イ・ヒル＝デルガド
ホセ・マリア・ヒル＝ロブレス・イ・ヒル＝デルガド（José María Gil-Robles y Gil-Delgado、1935年6月17日 - 2023年2月13日）は、スペインの弁護士、政治家。第二共和政時代にスペイン自治権連合の指導者であったホセ・マリア・ヒル＝ロブレス・イ・キニョネスの息子で、1988年から1993年までオンブズマンであったアルバロ・ヒル＝ロブレスはホセ･マリアの弟である。

## 生涯
ヒル・ロブレスはスペイン内戦時、家族とともにポルトガルのエストリルに逃れていた。1975年のフランシスコ・フランコの死後、スペインに民主政が復活すると、当時弁護士だったヒル＝ロブレスは政治活動を行うようになり、保守系の国民同盟、のちの国民党に参加する。その後国民党から欧州議会議員選挙に立候補して当選し、1997年1月には5年である欧州議会の任期の後半の期間の議長を務めた。
2023年2月13日に死去。87歳没。